# Síndrome de preexcitació
La síndrome de preexcitació és una afecció cardíaca en què part dels ventricles cardíacs s'activen massa aviat. La preexcitació és causada per una connexió elèctrica anormal o una via accessòria entre o dins de les cambres cardíaques. La preexcitació pot no causar cap símptoma, però pot provocar palpitacions causades per ritmes cardíacs anormals. Normalment, es diagnostica mitjançant un electrocardiograma, però només es pot trobar durant un estudi electrofisiològic. És possible que la malaltia no requereixi cap tractament, però els símptomes es poden controlar amb medicaments o ablació amb catèter.

## Tipus
- Síndrome de Wolff-Parkinson-White
- Síndrome de Lown-Ganong-Levine